# Cúp Challenge EHF nữ
Cúp Challenge EHF nữ (tiếng Anh: Women's European Handball Federation Challenge Cup) là một giải tranh cúp của Liên đoàn bóng ném châu Âu dành cho các câu lạc bộ nữ của các nước thành viên của Liên đoàn. Giải này được tổ chức hàng năm, bắt đầu từ mùa giải 1993/1994. Cho tới mùa giải 1999/2000, giải này mang tên EHF City Cup.

## Tổng kết
| 1993-94 Chi tiết | Buxtehuder SV             | 22-21 23-22 | Baekkelagets Oslo         | Szegedi ESK                  | Hidrotehnica Constanta   |
| 1994-95 Chi tiết | Rotor Volgograd           | 24-19 24-20 | Vasas Budapest            | Ikast F.S.                   | Granicar Djurdjevac      |
| 1995-96 Chi tiết | Silcotub Zalau            | 23-15 19-27 | Gjerpen IF Skien          | Kuban Krasnodar              | E. S. Besançon           |
| 1996-97 Chi tiết | Frankfurter Handball Club | 29-25 26-24 | Ikast F.S                 | IK Junkeren Bodo             | Silcotub Zalau           |
| 1997-98 Chi tiết | Ikast F.S.                | 27-22 29-22 | Frankfurter Handball Club | TUS Walle Bremen             | AKVA Volgograd           |
| 1998-99 Chi tiết | ŽORK "Napredak" Kruševac  |             | Van Riet Nieuwegein       | Handball Cercle Nimes        | Otelul Galati            |
| 1999-00 Chi tiết | Rapid Bucuresti           |             | Randers HK                | Byåsen IL                    | ZRK Osijek               |
| 2000-01 Chi tiết | Handball Cercle Nimes     | 22-18 18-16 | Split Kaltenberg          | Fibrexnylon Savinesti        | KSK Luch Moscow          |
| 2001-02 Chi tiết | Universitatea Remin Deva  | 33-23 31-25 | BSV Buxtehude             | CD Gil Eanes-Lagos           | Rapid Bucuresti          |
| 2002-03 Chi tiết | BoNga Dortmund            | 24-16 21-27 | HC Selmont Baia Mare      | DJK / MJC Trier              | Nata AZS-AWFiS Gdansk    |
| 2003-04 Chi tiết | BoNga Dortmund            | 24-16 21-27 | HC Selmont Baia Mare      | DJK / MJC Trier              | Nata AZS-AWFiS Gdansk    |
| 2004-05 Chi tiết | TSV Bayer 04 Leverkusen   | 27-28 25-22 | Cercle Dijon Bourgogne    | ZRK "Split Kaltenberg" Split | BSV Buxtehude            |
| 2005-06 Chi tiết | Rulmentul Brasov          | 30-22 25-24 | C.S. Tomis Constanta      | Merignac Handball            | Valur Reykjavik          |
| 2006-07 Chi tiết | HC "Naisa" Nis            | 23-32 30-21 | Univ. Jolidon Cluj Napoca | RK Tresnjevka Zagreb         | Municipal HC Roman Neamt |
| 2007-08 Chi tiết | VfL Oldenbourg            | 31-25 29-26 | Merignac Handball         | H.C. "Dunarea" Braila        | SKP Bratislava           |
| 2008-09 Chi tiết | HBC Nîmes                 | 26-22 30-25 | Thüringer HC              | ProVital Blomberg-Lippe      | Izmir BSB SK             |